# میخائیل شرباتوف
شاهزاده میخائیل میخائیلوویچ شرباتوف (روسی: Михаи́л Миха́йлович Щерба́тов؛ ۲۲ ژوئیه ۱۷۳۳ - ۱۲ دسامبر ۱۷۹۰) یک ایدئولوگ برجسته و نمایندۀ روشنگری روسیه، همتراز با میخاییل لومونسف و نیکولای نوویکوف بود. دیدگاه او نسبت به طبیعت انسان و پیشرفت اجتماعی با بدبینی سوییفت مرتبط است. او به عنوان یک دولتمرد، مورخ، نویسنده و فیلسوف شناخته می‌شد و یکی از برجسته‌ترین نمایندگان محافظه‌کاری نوپای روسیه در نیمۀ دوم قرن هجدهم بود.
میخائیل با دختر عمویش، پرنسس ناتالیا ایوانونا شچرباتوا (۱۷۲۹-۱۷۹۸) — دختر شاهزادۀ ایوان آندریویچ شچرباتوف (۱۶۹۶-۱۷۶۱)، دیپلمات برجستۀ روسی در دربار اسپانیا، عثمانی و بریتانیا و همسرش پراسکویا ایوانووا استرشنوا که آنها با هم صاحب دو پسر و چهار دختر شدند — ازدواج کرد.